# Йоргенсен, Мартин
Ларс Ма́ртин Йоргенсен (дат. Lars Martin Jørgensen; род. 6 октября 1975, Орхус) — датский футболист, полузащитник. Выступал в сборной Дании. Участник 3 чемпионатов мира и 2 чемпионатов Европы в составе национальной сборной.

## Карьера

### Клубная карьера
Мартин Йоргенсен родился в Румгорде, городке района Дюрсланд, там же он начал свою карьеру, играя за местный клуб «Миттюрс». Вскоре перешёл в молодёжный состав команды «Орхус», там он быстро стал лидером и с 1991 года стал вызываться в сборные Дании различных возрастов. В 1993 году Йоргенсен дебютировал за первый состав «Орхуса», где быстро завоевал место в «основе» команды. В 1996 году выиграл свой первый трофей — кубок Дании, а по окончании сезона Йоргенсен был признан лучшим молодым игроком страны и лидером молодёжной команды Дании, за которую провёл 31 матч, забив 9 голов.
В апреле 1997 года Йоргенсен, благодаря пункту в контракте, разрешающему ему покинуть клуб в качестве свободного агента, смог уйти из «Орхуса». Его игра за клуб и молодёжную сборную привлекла внимание нескольких клубов, в том числе «Удинезе», в котором Мартин и решил продолжить свою карьеру. Также этому способствовало то, что в клубе из Удине уже играл другой датчанин Томас Хельвег. В первом сезоне в команде Йоргенсен помог клубу завоевать 3-е место в чемпионате, а затем удачно выступал за команду на протяжении 7 лет.
В августе 2004 года «Фиорентина» купила половину прав на игрока за 2,5 млн евро. Сезон у «фиалкового клуба» сопровождался взлётами и падениями, аналогично команде выступал и Йоргенсен, чередовавший хорошие матчи с провальными. Это осложнялось позицией Мартина на поле, игравшего диспетчером, организующим все атаки своей команды. После такой игры «Фиорентина» приняла решение не выкупать оставшуюся часть прав на футболиста, однако и «Удинезе» не торопился возвращать Йоргенсена, по той причине, что клубу бы пришлось выкупить права, оставшиеся у «Фиорентины». А потому Мартин остался в последнем клубе, за который играл. Вскоре игра Йоргенсена засверкала новыми красками, он стал одним из лидеров команды и кумиром тиффози, а затем получил статус вице-капитана команды. Начало сезона 2007/08 принесло Йоргенсену несчастье: он получил травму приводящей мышцы, пропустив несколько месяцев, а по восстановлении вновь стал одной из главных «скрипок» в «фиалковом оркестре». В сезоне 2008/09 у Йоргенсена случился рецидив травмы, из-за чего он не играл до февраля 2009 года, в этом же сезоне Йоргенсен заявил, что хотел бы покинуть Флоренцию и вернуться в Орхус. И 31 января 2010 года он действительно перешёл в «Орхус».

### Международная карьера
В сборной Дании Йоргенсен дебютировал в марте 1998 года, и через 2 месяца поехал на чемпионат мира во Францию, где провёл все 5 матчей и забил гол в четвертьфинале с Бразилией, проигранный датчанами 2:3. На европейском первенстве два года спустя Йоргенсен провёл лишь 1 матч, а на чемпионате мира 2002 Мартин сыграл три игры, на последней из которых получил травму. После чемпионата мира 2010, решил завершить выступления за сборную, но спустя месяц передумал, чтобы преодолеть отметку в 100 матчей за сборную, и провел ещё несколько вплоть до 2011 года.

## Личная жизнь
У Мартина Йоргенсена есть брат, Мадс, также являющийся футболистом. Мартин женат, супругу зовут Марианна, в 2007 году у четы родилась дочь Каролина, а через год сын Кристиан. Йоргенсен коллекционирует старинные автомобили и любит велосипедные прогулки.

## Статистика

### Матчи Йоргенсена за сборную Дании
| Матчи Йоргенсена за сборную Дании | Матчи Йоргенсена за сборную Дании | Матчи Йоргенсена за сборную Дании | Матчи Йоргенсена за сборную Дании | Матчи Йоргенсена за сборную Дании | Матчи Йоргенсена за сборную Дании |
| --------------------------------- | --------------------------------- | --------------------------------- | --------------------------------- | --------------------------------- | --------------------------------- |
| №                                 | Дата                              | Соперник                          | Счёт                              | Голы Йоргенсена                   | Соревнование                      |
| 1                                 | 25 марта 1998                     | Шотландия                         | 1:0                               | —                                 | Товарищеский матч                 |
| 2                                 | 22 апреля 1998                    | Норвегия                          | 0:2                               | —                                 | Товарищеский матч                 |
| 3                                 | 28 мая 1998                       | Швеция                            | 0:3                               | —                                 | Товарищеский матч                 |
| 4                                 | 5 июня 1998                       | Камерун                           | 1:2                               | —                                 | Товарищеский матч                 |
| 5                                 | 12 июня 1998                      | Саудовская Аравия                 | 1:0                               | —                                 | Чемпионат мира 1998               |
| 6                                 | 18 июня 1998                      | ЮАР                               | 1:1                               | —                                 | Чемпионат мира 1998               |
| 7                                 | 24 июня 1998                      | Франция                           | 1:2                               | —                                 | Чемпионат мира 1998               |
| 8                                 | 28 июня 1998                      | Нигерия                           | 4:1                               | —                                 | Чемпионат мира 1998               |
| 9                                 | 3 июля 1998                       | Бразилия                          | 2:3                               | 1                                 | Чемпионат мира 1998               |
| 10                                | 5 сентября 1998                   | Беларусь                          | 0:0                               | —                                 | Чемпионат Европы 2000 (отбор)     |
| 11                                | 10 октября 1998                   | Уэльс                             | 1:2                               | —                                 | Чемпионат Европы 2000 (отбор)     |
| 12                                | 14 октября 1998                   | Швейцария                         | 1:1                               | —                                 | Чемпионат Европы 2000 (отбор)     |
| 13                                | 10 февраля 1999                   | Хорватия                          | 1:0                               | —                                 | Товарищеский матч                 |
| 14                                | 27 марта 1999                     | Италия                            | 1:2                               | —                                 | Чемпионат Европы 2000 (отбор)     |
| 15                                | 28 апреля 1999                    | ЮАР                               | 1:1                               | —                                 | Товарищеский матч                 |
| 16                                | 5 июня 1999                       | Беларусь                          | 1:0                               | —                                 | Чемпионат Европы 2000 (отбор)     |
| 17                                | 9 июня 1999                       | Уэльс                             | 2:0                               | —                                 | Чемпионат Европы 2000 (отбор)     |
| 18                                | 18 августа 1999                   | Нидерланды                        | 0:0                               | —                                 | Товарищеский матч                 |
| 19                                | 4 сентября 1999                   | Швейцария                         | 2:1                               | —                                 | Чемпионат Европы 2000 (отбор)     |
| 20                                | 8 сентября 1999                   | Италия                            | 3:2                               | 1                                 | Чемпионат Европы 2000 (отбор)     |
| 21                                | 13 ноября 1999                    | Израиль                           | 5:0                               | 1                                 | Чемпионат Европы 2000 (отбор)     |
| 22                                | 17 ноября 1999                    | Израиль                           | 3:0                               | —                                 | Чемпионат Европы 2000 (отбор)     |
| 23                                | 29 марта 2000                     | Португалия                        | 1:2                               | —                                 | Товарищеский матч                 |
| 24                                | 11 июня 2000                      | Франция                           | 0:3                               | —                                 | Чемпионат Европы 2000             |
| 25                                | 15 ноября 2000                    | Германия                          | 2:1                               | —                                 | Товарищеский матч                 |
| 26                                | 24 марта 2001                     | Мальта                            | 5:0                               | —                                 | Чемпионат мира 2002 (отбор)       |
| 27                                | 28 марта 2001                     | Чехия                             | 0:0                               | —                                 | Чемпионат мира 2002 (отбор)       |
| 28                                | 2 июня 2001                       | Чехия                             | 2:1                               | —                                 | Чемпионат мира 2002 (отбор)       |
| 29                                | 6 июня 2001                       | Мальта                            | 2:1                               | —                                 | Чемпионат мира 2002 (отбор)       |
| 30                                | 6 октября 2001                    | Исландия                          | 6:0                               | —                                 | Чемпионат мира 2002 (отбор)       |
| 31                                | 10 ноября 2001                    | Нидерланды                        | 1:1                               | 1                                 | Товарищеский матч                 |
| 32                                | 17 мая 2002                       | Камерун                           | 2:1                               | —                                 | Товарищеский матч                 |
| 33                                | 1 июня 2002                       | Уругвай                           | 2:1                               | —                                 | Чемпионат мира 2002               |
| 34                                | 6 июня 2002                       | Сенегал                           | 1:1                               | —                                 | Чемпионат мира 2002               |
| 35                                | 11 июня 2002                      | Франция                           | 2:0                               | —                                 | Чемпионат мира 2002               |
| 36                                | 12 октября 2002                   | Люксембург                        | 2:0                               | —                                 | Чемпионат Европы 2004 (отбор)     |
| 37                                | 20 ноября 2002                    | Польша                            | 2:0                               | —                                 | Товарищеский матч                 |
| 38                                | 29 марта 2003                     | Румыния                           | 5:2                               | —                                 | Чемпионат Европы 2004 (отбор)     |
| 39                                | 2 апреля 2003                     | Босния и Герцеговина              | 0:2                               | —                                 | Чемпионат Европы 2004 (отбор)     |
| 40                                | 30 апреля 2003                    | Украина                           | 1:0                               | —                                 | Товарищеский матч                 |
| 41                                | 7 июня 2003                       | Норвегия                          | 1:0                               | —                                 | Чемпионат Европы 2004 (отбор)     |
| 42                                | 11 июня 2003                      | Люксембург                        | 2:0                               | —                                 | Чемпионат Европы 2004 (отбор)     |
| 43                                | 20 августа 2003                   | Финляндия                         | 1:1                               | —                                 | Товарищеский матч                 |
| 44                                | 10 сентября 2003                  | Румыния                           | 2:2                               | —                                 | Чемпионат Европы 2004 (отбор)     |
| 45                                | 11 октября 2003                   | Босния и Герцеговина              | 1:1                               | 1                                 | Чемпионат Европы 2004 (отбор)     |
| 46                                | 16 ноября 2003                    | Англия                            | 3:2                               | 2                                 | Товарищеский матч                 |
| 47                                | 18 февраля 2004                   | Турция                            | 1:0                               | 1                                 | Товарищеский матч                 |
| 48                                | 31 марта 2004                     | Испания                           | 0:2                               | —                                 | Товарищеский матч                 |
| 49                                | 28 апреля 2004                    | Шотландия                         | 1:0                               | —                                 | Товарищеский матч                 |
| 50                                | 14 июня 2004                      | Италия                            | 0:0                               | —                                 | Чемпионат Европы 2004             |
| 51                                | 18 июня 2004                      | Болгария                          | 2:0                               | —                                 | Чемпионат Европы 2004             |
| 52                                | 22 июня 2004                      | Швеция                            | 2:2                               | —                                 | Чемпионат Европы 2004             |
| 53                                | 27 июня 2004                      | Чехия                             | 0:3                               | —                                 | Чемпионат Европы 2004             |
| 54                                | 18 августа 2004                   | Польша                            | 5:1                               | —                                 | Товарищеский матч                 |
| 55                                | 4 сентября 2004                   | Украина                           | 1:1                               | 1                                 | Чемпионат мира 2006 (отбор)       |
| 56                                | 9 октября 2004                    | Албания                           | 2:0                               | 1                                 | Чемпионат мира 2006 (отбор)       |
| 57                                | 13 октября 2004                   | Турция                            | 1:1                               | —                                 | Чемпионат мира 2006 (отбор)       |
| 58                                | 17 ноября 2004                    | Грузия                            | 2:2                               | —                                 | Чемпионат мира 2006 (отбор)       |
| 59                                | 9 февраля 2005                    | Греция                            | 1:2                               | —                                 | Чемпионат мира 2006 (отбор)       |
| 60                                | 26 марта 2005                     | Казахстан                         | 3:0                               | —                                 | Чемпионат мира 2006 (отбор)       |
| 61                                | 30 марта 2005                     | Украина                           | 0:1                               | —                                 | Чемпионат мира 2006 (отбор)       |
| 62                                | 2 июня 2005                       | Финляндия                         | 1:0                               | —                                 | Товарищеский матч                 |
| 63                                | 8 июня 2005                       | Албания                           | 3:1                               | 1                                 | Чемпионат мира 2006 (отбор)       |
| 64                                | 17 августа 2005                   | Англия                            | 4:1                               | —                                 | Товарищеский матч                 |
| 65                                | 3 сентября 2005                   | Турция                            | 2:2                               | —                                 | Чемпионат мира 2006 (отбор)       |
| 66                                | 7 сентября 2005                   | Грузия                            | 6:1                               | —                                 | Чемпионат мира 2006 (отбор)       |
| 67                                | 8 октября 2005                    | Греция                            | 1:0                               | —                                 | Чемпионат мира 2006 (отбор)       |
| 68                                | 12 октября 2005                   | Казахстан                         | 2:1                               | —                                 | Чемпионат мира 2006 (отбор)       |
| 69                                | 1 марта 2006                      | Израиль                           | 2:0                               | —                                 | Товарищеский матч                 |
| 70                                | 27 мая 2006                       | Парагвай                          | 1:1                               | —                                 | Товарищеский матч                 |
| 71                                | 31 мая 2006                       | Франция                           | 0:2                               | —                                 | Товарищеский матч                 |
| 72                                | 16 августа 2006                   | Польша                            | 2:0                               | —                                 | Товарищеский матч                 |
| 73                                | 1 сентября 2006                   | Португалия                        | 4:2                               | 1                                 | Товарищеский матч                 |
| 74                                | 6 сентября 2006                   | Исландия                          | 2:0                               | —                                 | Чемпионат Европы 2008 (отбор)     |
| 75                                | 7 октября 2006                    | Северная Ирландия                 | 0:0                               | —                                 | Чемпионат Европы 2008 (отбор)     |
| 76                                | 11 октября 2006                   | Лихтенштейн                       | 4:0                               | —                                 | Чемпионат Европы 2008 (отбор)     |
| 77                                | 6 февраля 2007                    | Австралия                         | 3:1                               | —                                 | Товарищеский матч                 |
| 78                                | 24 марта 2007                     | Испания                           | 1:2                               | —                                 | Чемпионат Европы 2008 (отбор)     |
| 79                                | 2 июня 2007                       | Швеция                            | 0:3                               | —                                 | Чемпионат Европы 2008 (отбор)     |
| 80                                | 6 июня 2007                       | Латвия                            | 2:0                               | —                                 | Чемпионат Европы 2008 (отбор)     |
| 81                                | 17 ноября 2007                    | Северная Ирландия                 | 1:2                               | —                                 | Чемпионат Европы 2008 (отбор)     |
| 82                                | 21 ноября 2007                    | Исландия                          | 3:0                               | —                                 | Чемпионат Европы 2008 (отбор)     |
| 83                                | 6 февраля 2008                    | Словения                          | 2:1                               | —                                 | Товарищеский матч                 |
| 84                                | 29 мая 2008                       | Нидерланды                        | 1:1                               | —                                 | Товарищеский матч                 |
| 85                                | 1 июня 2008                       | Польша                            | 1:1                               | —                                 | Товарищеский матч                 |
| 86                                | 28 марта 2009                     | Мальта                            | 3:0                               | —                                 | Чемпионат мира 2010 (отбор)       |
| 87                                | 1 апреля 2009                     | Албания                           | 3:0                               | —                                 | Чемпионат мира 2010 (отбор)       |
| 88                                | 6 июня 2009                       | Швеция                            | 1:0                               | —                                 | Чемпионат мира 2010 (отбор)       |
| 89                                | 12 августа 2009                   | Чили                              | 1:2                               | —                                 | Товарищеский матч                 |
| 90                                | 5 сентября 2009                   | Португалия                        | 1:1                               | —                                 | Чемпионат мира 2010 (отбор)       |
| 91                                | 9 сентября 2009                   | Албания                           | 1:1                               | —                                 | Чемпионат мира 2010 (отбор)       |
| 92                                | 10 октября 2009                   | Швеция                            | 1:0                               | —                                 | Чемпионат мира 2010 (отбор)       |
| 93                                | 18 ноября 2009                    | США                               | 3:1                               | —                                 | Товарищеский матч                 |
| 94                                | 27 мая 2010                       | Сенегал                           | 2:0                               | —                                 | Товарищеский матч                 |
| 95                                | 1 июня 2010                       | Австралия                         | 0:1                               | —                                 | Товарищеский матч                 |
| 96                                | 5 июня 2010                       | ЮАР                               | 0:1                               | —                                 | Товарищеский матч                 |
| 97                                | 14 июня 2010                      | Нидерланды                        | 0:2                               | —                                 | Чемпионат мира 2010               |
| 98                                | 19 июня 2010                      | Камерун                           | 2:1                               | —                                 | Чемпионат мира 2010               |
| 99                                | 24 июня 2010                      | Япония                            | 1:3                               | —                                 | Чемпионат мира 2010               |
| 100                               | 17 ноября 2010                    | Чехия                             | 0:0                               | —                                 | Товарищеский матч                 |
| 101                               | 7 октября 2011                    | Кипр                              | 4:1                               | —                                 | Чемпионат Европы 2012 (отбор)     |
| 102                               | 15 ноября 2011                    | Финляндия                         | 2:1                               | —                                 | Товарищеский матч                 |

Итого: 102 матча / 12 голов; 55 побед, 24 ничьи, 23 поражения.

## Достижения

### Командные
- Обладатель кубка Дании: 1996

### Личные
- Лучший молодой футболист Дании: 1996